# Настојање
Настојање је југословенски драмски филм из 1982. године. Режирао га је Влатко Филиповић, који је написао и сценарио заједно са Алијом Исаковићем.

## Радња
Прича о сликару који покушава својим делом да изађе из устаљених оквира. Преживљавајући поново трауме из раног детињства, васпитавајући нове генерације студената, он долази у сукобе са околином, али и са самим собом. Непрекидно трагајући за суштином живљења, на крају остаје сам са својим делом и уверењем да ће управо те слике сведочити о његовом животу и надживети га.

## Улоге
| Глумац                  | Улога               |
| ----------------------- | ------------------- |
| Мето Јовановски         | Хамо                |
| Миралем Зупчевић        | Отац                |
| Нада Ђуревска           | Мајка               |
| Радош Бајић             | Станко              |
| Етела Пардо             | Хамина супруга      |
| Вања Драх               | Декан Академије     |
| Стево Жигон             | Професор Херак      |
| Јадранка Селец          | Есма                |
| Анте Вицан              | Очев пријатељ Мирко |
| Зијах Соколовић         | Секретар Балта      |
| Боро Стјепановић        | Професор Буцало     |
| Јадранка Матковић       | Професорка          |
| Франо Ласић             | Немачки официр      |
| Ранко Гучевац           | Портир у позоришту  |
| Ведран Перић            | Хамо као дечак      |
| Олга Раваси             | Девојчица Дуња      |
| Адмир Гламочак          | Студент Аљо         |
| Младен Нелевић          | Студент Вељко       |
| Жељко Кецојевић         | Студент Нусрет      |
| Јасмин Гељо             | Студент             |
| Миленко Видовић         |                     |
| Руди Алвађ              |                     |
| Тони Пехар              |                     |
| Велимир Пшеничник Њирић |                     |
| Ирина Добник            |                     |
| Емина Муфтић            |                     |
| Ивица Рукавина          |                     |
| Златко Мартинчевић      |                     |
| Дражен Матковић         |                     |
| Жељко Ћорић             |                     |
| Менсур Чолаковић        |                     |
| Јелена Човић            |                     |
| Амела Милуновић         |                     |
| Ана Карделис            |                     |

#### Синхронизовани гласови:
- Предраг Ејдус - Хамо